# 照井七瀬
照井 七瀬（てるい ななせ、1994年12月16日 - ）は、日本のアナウンサー。テレビ神奈川 (tvk) に在職中。岩手県盛岡市出身。

## 来歴・人物
盛岡市立下小路中学校、岩手県立盛岡北高等学校、宮城教育大学教育学部卒業。中学・高校時代は器械体操部に所属していた。そのこともあり、宙返りや逆立ちを得意としている。大学在学中には「平成28年盛岡市成人のつどい」の実行委員会のメンバーとして式典の司会を担当した。
TBCアナウンス学院、テレビ朝日アスク出身。
なお、父親は教員であり、同姓の岩手県の放送局の元アナウンサーとは無関係である。
2017年4月、岩手朝日テレビ (IAT) に入社。入社直後から『スーパーJチャンネルいわて』のキャスターを担当する。
2022年3月末に退社し、翌4月1日にtvkへ移籍。同日に放送された開局50周年特別番組『これからどうするtvk』において、中継リポーターとしてデビューし、同番組内において『あっぱれ!KANAGAWA大行進』の第12期アシスタントへの就任が発表された。
趣味はお笑い(番組)を観ること、プロレス観戦、ラジオを聴くこと、キャンプなど。
お笑い芸人の中では特にアルコ&ピースの大ファンであり、他には真空ジェシカ、ストレッチーズ、ケビンスなども好きである（2023年2月25日放送分の『あっぱれ!KANAGAWA大行進』より）。
大学時代に共にテレビ朝日アスクに通い、テレビ朝日系列局に在籍していたこともあり、同い年で同期入社のテレビ朝日アナウンサー・三谷紬と仲が良い。

## 現在の担当番組
- 猫のひたいほどワイド（2022年4月7日 - ） - 木曜アシスタント（2025年3月27日まで）→月・火曜アシスタント（2025年4月7日から）
- tvkプロ野球中継 横浜DeNAベイスターズ熱烈LIVE（2022年8月3日 - ） - リポーター
- tvkニュース・天気 - 随時
- tvkスポットニュース - 不定期

## 過去の担当番組

### 岩手朝日テレビ時代
- Go!Go!いわて（2021年4月 - 2022年3月）
- IATスーパーJチャンネル（2017年4月 - 2021年3月）
- いいコト! 見たい! 知りたい! 出かけたい! - 中継レポーター、スタジオMC
- IATニュース

### tvk（テレビ神奈川）時代
- これからどうするtvk（2022年4月1日） - 中継レポーター
- 高校野球ニュース2022（2022年7月） - キャスター（岡村帆奈美、田中碧、藤坂奈央と共に日替わりで担当）
- tvk NEWSハーバー（2022年8月19日） - 田中碧欠席時の代理キャスター
- News Link（2022年4月4日 - 2023年3月27日） - 月曜スポーツキャスター
- 秘密結社lol-planets（2023年4月12日 - 2024年3月20日） - MC
- 限界テレビ（2024年3月17日） - MC
- アルコ&ピースのほんの気持ちですが!(2024年3月30日） - ゲスト、進行役
- あっぱれ!KANAGAWA大行進（2022年4月9日 - 2025年3月29日） - 第12期アシスタント[12]